# Макс фон Гальвиц
Макс Карл Вільгельм фон Гальвиц (нім. Max Karl Wilhelm von Gallwitz; нар. 2 травня 1852, Бреслау — пом. 18 квітня 1937, Неаполь) — німецький воєначальник прусської армії, генерал артилерії німецької імперської армії. Учасник французько-прусської та Першої світової воєн.

## Біографія
Макс фон Гальвиц народився 2 травня 1852 року в адміністративному центрі Силезької провінції Пруссії — Бреслау. 13 серпня 1870 року поступив фанен-юнкером до 9-го полку польової артилерії прусської армії. Брав участь у французько-прусській війні. У 1877 році поступив на навчання у Військову Академію, яку завершив у 1880 році. З 1882 року ад'ютант 11-ї артилерійської бригади. З 1883 по 1886 роки служив у німецькому Генеральному штабі.
З 1887 року проходив службу на адміністративних та штабних посадах у Військовому міністерстві Німецької імперії. У 1891 році повернувся на службу в Генштаб. У 1895 році став командиром артилерійського дивізіону 11-го артилерійського полку. У 1899 році призначений командиром артилерійського полку, а з 1901 року — 29-ї артилерійської бригади. У 1903 році призначається начальником департаменту військової адміністрації і представником Військового міністерства в парламенті. У 1906 році призначений командиром 15-ї піхотної дивізії. 16 жовтня 1906 року фон Гальвицу присвоєне звання генерал-лейтенанта. З 3 жовтня 1906 до 2 квітня 1911 року командував 15-ю дивізією в Кельні. 4 березня 1911 року призначений інспектором польової артилерії, 4 квітня 1911 року йому присвоєно звання генерала артилерії.
На початок Першої світової війни Макс фон Гальвиц командир Гвардійського резервного корпусу, що бився у складі 2-ї армії генерала Карла фон Бюлова. Корпус брав активну участь у боях у Бельгії. З 19 по 25 серпня німецькі війська під керівництвом фон Гальвица здобули бельгійську фортеця Намюр, у подальшому билися з французькою та бельгійською арміями поблизу кордону.
Однак, у зв'язку з важким становищем німецьких військ на Східному фронті корпус Макса фон Гальвица був перекинутий у район Мазурських боліт. У лютому 1915 року під командуванням генерала артилерії фон Гальвица створюється армійська група «Гальвица» (3-й корпус і кавалерійська дивізія). Після успішної для німецьких військ Августівської операції Гальвица, бажаючи розвинути успіх приймає рішення про захоплення Прасниша, проте незабаром російські війська завдають контрудар і війська Гальвица змушені відступати.
23 липня група Гальвица почала наступ і форсувала річку Нарев, незабаром німецькі війська примусили російську армію повністю відійти на лівий берег річки. Проте подальші атаки не мали успіху. 7 серпня 1915 року армійська група Гальвица була перетворена на 12-у армію. 24 липня нагороджений орденом Pour le Mérite.
30 вересня 1915 генерал Гальвиц був призначений командувачем 11-ї німецької армії, яка зосереджувалася на Балканах для початку операції проти Сербії. 6 жовтня австро-німецькі війська почали наступ проти сербської армії. Зламавши опір сербських частин, підрозділи 11-ї армії просувалися вглиб країни. 10 листопада війська Гальвица увійшли в Ниш, де з'єдналася з союзною 1-ю болгарською армією. Незабаром операція проти Сербії була завершена. Територія країни окупована військами Центральних держав, а сербська армія відступила на грецький острів Корфу.
24 березня 1916 року фон Гальвица призначили й командувачем західним угрупованням на Західному фронті, що билися в районі фортеці Верден на лівому берегу Маасу. З квітня 1916 року група Гальвица брала участь у запеклих боях з французькою армією. 19 липня того ж року Гальвиц призначений командувачем 2-ї армії, яка билася у затятих боях на Соммі. У грудні 1916 року призначений командувачем 5-ю армією. У січні також був призначений командувачем групою армій «Гальвиц» (всього 24 дивізії), яка діяла в районі Вердена. 17 квітня 1918 року відзначений дубовим листям до ордену Pour le Merite.
У вересні 1918 року війська генерала Гальвица в ході битви за Сен-Міельскій виступ протистояли американським військам генерала Першинга. У подальшому армія фон Гальвица оборонялася під час проведення союзниками Мез-Аргоннського наступу.
6 грудня 1918 року після закінчення війни Макс фон Гальвиц вийшов у відставку.

## Нагороди
- Пам'ятна військова медаль за кампанію 1870-71
- Хрест «За вислугу років» (Пруссія)
- Залізний хрест 2-го і 1-го класу
- Військовий орден Святого Генріха, командорський хрест 2-го класу
- Pour le Mérite з дубовим листям
  - орден (24 липня 1915)
  - дубове листя (28 вересня 1915)
- Орден Червоного орла, великий хрест
- Орден «За заслуги» (Баварія), великий хрест з мечами (1917)
- Орден Чорного орла (23 грудня 1917) — вручений особисто імператором Вільгельмом II.
- Орден дому Саксен-Ернестіне, великий хрест з мечами
- Почесний хрест ветерана війни з мечами (1934)